# Frère et Sœur ennemis
Frère et Sœur ennemis (France) ou L'un redouble, l'autre pas (Québec) (Bart vs. Lisa vs. 3rd Grade) est le 3e épisode de la saison 14 de la série télévisée d'animation Les Simpson.

## Épisode
Homer ne supporte plus les programmes qu'il regarde à la télévision. Il décide donc d'investir dans une parabole pour capter plus de chaînes intéressantes. Lui et Bart regardent la télévision toute la nuit. Pourtant, le lendemain, Bart a un examen important et malgré les avertissements de sa sœur, il ne révise pas.
Lors du contrôle, Bart n'arrive pas à se concentrer et est victime d'hallucinations. Lorsque les résultats tombent, ils sont tellement mauvais pour Bart qu'il est rétrogradé en CE2 alors que Lisa, qui a particulièrement réussi, saute une classe pour arriver elle aussi en CE2. Ils se retrouvent donc dans la même classe et leur relation se détériore rapidement, notamment parce que Lisa ne supporte pas d'avoir des notes inférieures à celles de Bart qui avait déjà fait les examens l'année précédente.
Lors d'un voyage de classe, leur institutrice leur demande d'inventer le nouveau drapeau de leur État. Bart sabotera celui de Lisa car il a surpris une conversation entre sa sœur et sa mère qui ne lui a pas plu. Lisa, folle de rage, saute sur son frère, ce qui aura pour effet de leur faire manquer le bus de retour à Springfield. Perdus, ils se réconcilient avant d'être recueillis par des paysans qui les ramènent à Capital City où les attendent leurs parents. Skinner reconnaîtra son erreur et remettra chacun des deux enfants dans son ancienne classe.